# Rattle That Lock
Albums de David Gilmour
Live in Gdańsk
(2008) Luck and Strange
(2024)
Singles
1. Rattle That Lock
Sortie : 17 juillet 2015
2. Today
Sortie : 4 septembre 2015
3. Faces of Stone
Sortie : 6 novembre 2015
4. In Any Tongue
Sortie : 4 mars 2016

Rattle That Lock est le quatrième album solo studio du guitariste David Gilmour, sorti en septembre 2015.

## Histoire
La pièce-titre de l'album est construite autour du jingle de la SNCF et s'est classée 71e en France lors de sa sortie. Ce jingle a été créé par Michaël Boumendil qui a ainsi collaboré à l'écriture du titre, raison pour laquelle ce dernier apparaît comme le coauteur de la musique, aux côtés de David Gilmour. 
Richard Wright (claviériste de Pink Floyd, mort en 2008), se retrouve sur l'album grâce à un échantillonnage de sa voix sur la chanson A boat lies waiting écrite en son hommage, même si son nom n'apparaît nulle part dans le livret. Mais il est tout de  même présent sur la version du boîtier, pour les Barn Jams, des improvisations réalisées en janvier 2007 : des bœufs exécutés par les musiciens de la dernière tournée de Gilmour pour l'album On an island en 2006, avec Rick Wright aux claviers, Guy Pratt à la basse et Steve DiStanislao à la batterie, dans une grange à côté de la maison de David dans le Sussex en Grande-Bretagne. Par contre, Graham Nash, David Crosby ainsi que Robert Wyatt figurent sur la liste des musiciens invités. Un autre ancien de l'entourage de Pink Floyd est présent sur l'album, il s'agit de Bob Rado Klose, qui était guitariste à l'époque où le groupe s'appelait encore The Tea Set, puis The Pink Floyd Sound. Il était présent aussi sur l'album On an island de David Gilmour. Le batteur Andy Newmark a déjà collaboré avec Pink Floyd, Roger Waters ayant fait appel à lui pour la chanson Two Suns In The Sunset, pour l'album The Final Cut en 1983. Le fils de Gilmour, Gabriel est présent au piano. Ainsi que Roger Eno, le frère de Brian Eno, au piano. On retrouve aussi deux familiers de l'univers de Pink Floyd, le claviériste Jon Carin et le bassiste Guy Pratt. L'album est coproduit avec Phil Manzanera, ancien guitariste de Roxy Music, qui a déjà collaboré avec Pink Floyd sur One Slip de A momentary lapse of reason, ainsi qu'avec David sur On an Island et The Endless River. Donc pour les nostalgiques de Richard Wright, il faudra se rabattre sur les Barn Jams duquel sera tiré la chanson Luck and Strange qui apparaitra neuf ans plus tard sur l'album homonyme. Mais cette section n'est disponible que sur l'édition Deluxe et l'édition Digitale.

## Titres
1. 5 A.M. (David Gilmour) – 3:04
2. Rattle That Lock (Gilmour, Polly Samson, Michaël Boumendil) – 4:55
3. Faces of Stone (Gilmour) – 5:32
4. A Boat Lies Waiting (Gilmour, Samson) – 4:34
5. Dancing Right in Front of Me (Gilmour) – 6:11
6. In Any Tongue (Gilmour, Samson) – 6:46
7. Beauty (Gilmour) – 4:28
8. The Girl in the Yellow Dress (Gilmour, Samson) – 5:25
9. Today (Gilmour, Samson) – 5:55
10. And Then... (Gilmour) – 4:27

## Musiciens
- David Gilmour : chant (sauf sur 1, 7, 10), guitare (1-10), basse (5-7, 10), sampling SNCF (2),  claviers sauf sur (8), piano (1, 3-5), piano électrique (9, 10), orgue Hammond (2, 5, 9), harmonica basse (7)
- Phil Manzanera : guitare acoustique (3, 9), orgue Hammond (2, 3), claviers (2, 3, 6)
- Bob Klose : guitare (8)
- John Paricelli : guitare (8)
- Guy Pratt : basse (2, 9)
- Yaron Stavi : basse (2), contrebasse (2, 4, 5), chœurs (2)
- Chris Laurence : contrebasse (8)
- Michaël Boumendil : jingle original de la SNCF (2)
- Jon Carin : piano électrique (9)
- Roger Eno : piano (4, 7)
- Gabriel Gilmour : piano (6)
- Jools Holland : piano (8)
- Steve DiStanislao : batterie (2, 3, 5, 7, 9), percussions (2, 3, 7), chœurs (2)
- Andy Newmark : batterie (5, 6, 10)
- Martin France : batterie (8)
- Danny Cummings : percussions (3, 4, 5, 7, 10)
- Damon Iddins : accordéon (3), calliope (3)
- Robert Wyatt : cornet à pistons (8)
- Rick Wright : Sampling de sa voix sur (4), claviers sur "The Barn Jams"
- David Crosby (4), Graham Nash (4), Mica Paris (2, 9), Louise Marshall (2, 9), The Liberty Choir (2) : chœurs
- Colin Stetson : saxophone (8)
- Eira Owen : cor français (3)
- Zbigniew Preisner : orchestration (1, 3, 5, 6, 9, 10)

### Barn Jams
- David Gilmour : guitare
- Rick Wright : claviers
- Guy Pratt : basse
- Steve DiStanislao : batterie

## Classements
| Classement (2015)                      | Meilleure place |
| -------------------------------------- | --------------- |
| Allemagne (Media Control AG)           | 2               |
| Australie (ARIA)                       | 2               |
| Autriche (Ö3 Austria Top 40)           | 2               |
| Belgique (Flandre Ultratop)            | 1               |
| Belgique (Wallonie Ultratop)           | 1               |
| Canada (Billboard Canadian Albums)     | 2               |
| Danemark (Tracklisten)                 | 3               |
| Écosse (OCC)                           | 1               |
| Espagne (Promusicae)                   | 6               |
| États-Unis (Billboard 200)             | 5               |
| États-Unis (Billboard Top Rock Albums) | 1               |
| Finlande (Suomen virallinen lista)     | 3               |
| France (SNEP)                          | 1               |
| Irlande (IRMA)                         | 2               |
| Italie (FIMI)                          | 1               |
| Norvège (VG-lista)                     | 1               |
| Nouvelle-Zélande (RIANZ)               | 1               |
| Pays-Bas (Mega Album Top 100)          | 2               |
| Portugal (AFP)                         | 1               |
| Royaume-Uni (UK Albums Chart)          | 1               |
| Royaume-Uni (Rock & Metal Albums)      | 1               |
| Suède (Sverigetopplistan)              | 1               |
| Suisse (Schweizer Hitparade)           | 2               |